# Idiocerus pericallis
Idiocerus pericallis är en insektsart som beskrevs av Hamilton 1980. Idiocerus pericallis ingår i släktet Idiocerus och familjen dvärgstritar. Inga underarter finns listade i Catalogue of Life.